# حسن ضیاظریفی
حسن ضیاظریفی (۱۳۱۶– ۲۹ فروردین ۱۳۵۴) روشنفکر و نظریه‌پرداز مارکسیست و زندانی سیاسی اهل ایران بود. او همچنین یکی از بنیان‌گذاران سازمان چریک‌های فدایی خلق ایران است.

## زندگی و فعالیت‌های سیاسی
حسن ضیاظریفی در سال ۱۳۱۶ در لاهیجان متولد شد. او برادر ابوالحسن ضیا ظریفی بود.
پدر وی فردی مذهبی بود اما حسن تحت تأثیر برادرانش که از فعالان چپ بودند قرار گرفت. در اولین فعالیت‌های سیاسی اش که هم‌زمان با جنبش ملی شدن صنعت نفت بود، وی به سازماندهی و شرکت در اعتصابات دانش آموزی پرداخت. پیش از کودتای ۲۸ مرداد به شاخه جوانان حزب توده پیوست. او پس از بازداشت، با نوشتن انزجارنامه از حزب توده و معرفی رابط و هم حوزه ای اش، آقایان علی صنعت توفیق و سید جلیل اخباری، که در روزنامه اطلاعات مورخ ۱۱ اسفند ۱۳۳۴، صفحه ۲ منتشر شد، مورد عفو قرار گرفت و اجازه ادامه تحصیل پیدا کرد.
او در ۱۳۳۹ وارد دانشکده حقوق دانشگاه تهران شد. ورود او به دانشگاه با فضای باز سیاسی (۱۳۳۹ تا ۱۳۴۲) هم‌زمان بود. پس از اتمام تحصیلاتش به خدمت اجباری فرستاده شد.

## گروه جزنی – ظریفی
پس از تماس‌هایی با بیژن جزنی و چند محفل دانشجویی، یکی از هسته‌های مخفی مارکسیستی (گروه جزنی – ظریفی) را که بعدها (با ادغام گروه احمدزاده _ پویان) سازمان چریک‌های فدایی خلق ایران نام گرفت، تشکیل داد. تاریخ گروه جزنی – ظریفی به اواخر دهه ۱۳۳۰ و اوایل دهه ۱۳۴۰ برمی‌گشت. اعضای این گروه عمدتاً پیش از کودتای ۲۸ مرداد در سازمان جوانان حزب توده فعال بودند و در سراسر دهه ۱۳۳۰ به صورت هسته‌های مخفی فعال مانده بود. گروه بین سال‌های ۱۳۳۹ تا ۱۳۴۲ فعال بود، اما شکست ۱۳۴۲، سرکوب ۱۵ خرداد و تحکیم حکومت تأثیر ژرفی بر آن گذاشت که نتیجه آن تغییر اساسی در تاکتیک‌ها بود. گروه، تحت تأثیر تجربه‌های کوبا و الجزایر به این نتیجه رسید که تنها راه مقابله با حکومت، مبارزه مسلحانه است. تا اواخر سال ۱۳۴۵، جزنی و ظریفی به اتفاق جزوه‌ای را تهیه و توزیع کرده بودند که رسماً نظر گروه را دربارهٔ جامعه ایران و راه مبارزه اعلام می‌کرد.

## دستگیری
حسن در ۲۵ بهمن ۱۳۴۶ در محل قرار ملاقات مخفی دستگیر شد. حسن در طی ۴۸ ساعت تحت شدیدترین شکنجه‌ها قرار می‌گیرید و شدت این شکنجه‌ها به قدری بود که به ناچار از تاریخ ۲۸ بهمن ضیاظریفی را در بیمارستان شماره ۱ ارتش بستری می‌کنند. قرار بازداشت او به جای ۲۴ ساعت، ۷۲ ساعت پس از دستگیری صادر می‌شود. حسن که خود وکیل بود، در پایین این ورقه می‌نویسد:رویت شد و به قرار صادره، نحوه بازداشت و رفتار و بازجویی اعتراض می‌کنم." (تکذیب شده) صفحهٔ ۶۰
حسن طی نامه‌ای که در تاریخ ۲۲ اردیبهشت ۱۳۴۷ یعنی حدود ۴ ماه پس از بازداشت برای سر لشکر ضیاالدین فرسیو دادستان وقت ارتش نوشته جنایتی را که ساواک در حق انسان‌های آزاده مرتکب شده است، را فاش می‌کند. او پس از تشریح شکنجه‌هایی که شده و اعلام اینکه برای اعتراض به این فشارها دست به اعتصاب غذا زده است، می‌گوید؛ «با توجه به اینکه طبق ماده ۱۲۵ آیین دادرسی کیفری، اغفال، القاء و اجبار متهم ممنوع است و با توجه به ملول ماده ۱۳۱ که شکنجه متهم را جرم از درجه جنایت (با سه تا شش سال حبس) محسوب داشته است، لذا بدین وسیله علیه جریان غیرقانونی فوق اعلام جرم می‌کنم و از شما به عنوان یکی از عالی‌ترین مقامات قضایی کشور به نام قانون و عدالت تقاضا می‌کنم که به این خود سری‌ها پایان دهید و به اعلام جرمم رسیدگی کنید.»

## عملیات سیاهکل
در بهمن ۱۳۴۹، سازمان چریک‌های فدایی خلق ایران پاسگاه ژاندارمری سیاهکل را مورد حمله قرار داد که نقطه آغاز مبارزه مسلحانه علیه رژیم شاهنشاهی شد. وی در جریان عملیات سیاهکل در زندان به سر می‌برد.
سرانجام در پی این عملیات، به حبس ابد محکوم شد.

## دفاعیات
حسن ضیاﺀ ظریفی، که خود در رشته حقوق تحصیل کرده بود، با تسلط بسیار دفاع از آرمان‌های این گروه را برعهده می‌گیرد.
او در ابتدا با اشاره به نواقص پرونده و نحوه رسیدگی به آن، صلاحیت دادگاه را رد می‌کند و در ابتدای دفاعیات خود می‌گوید:
 "پرونده‌ای که در این دادگاه مورد بررسی قرار خواهد گرفت و کیفر خواست مربوط با آن تمام و کمال با اتکاﺀ و بر اساس به اصطلاح "تحقیقاتی" است که در ساواک به شکل غیرقانونی ساخته و پرداخته و انجام یافته است. بنا به دلایلی که ارائه خواهم کرد این پرونده، هم از نظر عدم رعایت اصول و موازین قانونی پیرامون شکل و تشریفات و مقررات راجع به طرز تحقیق فاقد اعتبار قانونی است…"
.
وی در دفاعیه خود هم پرونده اتهامات و هم دادگاه ارتش را زیر سؤال برده و پرونده را نادرست و دادگاه نظامی را فاقد صلاحیت برای بررسی این اتهامات ساختگی می‌شناسد. طبعاً دادگاه به صلاحیت خود رای می‌دهد. حسن در دومین دور دفاعیه به دفاع از خود و دیگر متهمان گروه پرداخته و آنچه را که آنان جرم می‌شناسند را رد می‌کند. وی از آزادی و دموکراسی برای ایران دفاع می‌کند و آن را مهم‌ترین مسئله برای ایران می‌شناسد.

ظریفی در دفاعیات خود می‌گوید: 
"... مهم‌ترین مسئله در کشور آزادی و دموکراسی است. پیشرفت و ترقی واقعی مملکت، تکامل واقعی جامعه ایرانی در گرو حل مسئله آزادی و دمکراسی است. در گرو حل این مسئله است که در اخذ تصمیمات، مردم، نه در حرف، بلکه واقعاً در عمل به حساب آیند. اگر مجازاتی به کسی تعلق می‌گیرد که آرمانش آزادی، دموکراسی و رعایت حقوق ملت ایران مطروحه در قانون اساسی است من با همه وجودم آن را پذیرا هستم. آقایان این‌ها مرام و رویه من است ولی بیندیشید که کجای این حرف‌ها جنبه ضد قانونی دارد و مرام و روی ضد سلطنت مشروطه ایران محسوب می‌شود؟ … قانون اساسی و اعلامیه جهانی حقوق بشر، حقوقی به آحاد ملت ایران داده است که من، به عنوان یک فرد ایرانی حق دارم از این حقوق بهره‌مند باشم و هر فرد ایرانی حق دارد که در مقابل تجاوز به این حقوق به دفاع برخیزد. چنین دفاعی به معنی ضدیت با سلطنت مشروطه تلقی نمی‌شود، بلکه درست در جهت انجام وظایفی است که قانون اساسی برای ملت ایران در دفاع از مشروطیت تعیین کرده است. عده‌ای عالماً و عامداً مفاهیم "رویه و مرام آزادی و دموکراسی داشتن" را با "مرام و رویه ضد سلطنت داشتن" مخلوط می‌کنند تا بدین وسیله محملی قانونی برای سرکوب مخالفین بتراشند. آن‌ها می‌خواهند با سوء استفاده از حساسیت موجود در مفهوم این ماده مستمسکی قانونی برای عدم رعایت قانون اساسی و اعلامیه جهانی حقوق بشر بیابند و کیفر خواست موجود می‌خواهد به این روش کمک کند، نه به اجرای عدالت ادعایی آقای دادستان… شما آقای دادستان با ارائه داستان‌های ماکسیم گورکی و رمان‌های بزرگی مثل دن آرام و ژان کریستف که برنده جایزه نوبل شده‌اند، بهتر از هر حرف و سخنی نشان می‌دهید که روشنفکران کشورمان در چه محیط و اتمسفری زندگی می‌کنند. در این دادگاه بارها صحبت از حفظ حیثیت ملی شده است، من عمیقاً به این اصل معتقدم؛ ولی متأسفانه باید بگویم که بین دارندگان این کتاب‌ها و ارائه کنندگان آن‌ها به عنوان مدرک جرم، کسانی که به حیثیت ملی و سنن فرهنگی پرافتخار ما ابداً توجه نکردند، ارائه کنندگان این کتاب‌ها به عنوان مدرک جرم هستند نه دارندگان آنها… آقای دادرسان محترم، اکنون شما در آستانه قضاوت و صدور حکم قرار دارید. اکنون شما در آستانه داوری و داد هستید. بدیهی است که انتظار من از شما صدور عادلانه‌ترین رأی ممکن، یعنی حکم برائت است. هوشیار باشید به آرایی که می‌دهید که نه فقط باید در مقابل وجدان خود جوابگو باشید، بلکه مسئولیت بزرگی در مقابل ملت ایران برعهده دارید. ملت ایران قاضی سختگیری است و هرگز شما را نخواهد بخشید، ا گر با سال‌های زندگی فرزندانش بازی کنید؛ ولی به هرحال این شما آقایان و این سال‌های زندگی مان"

## مرگ
حسن ضیاظریفی در اواسط اسفند ۱۳۵۳ به زندان اوین برده می‌شود. پس از قتل عباس شهریاری در اسفند ۱۳۵۳، به دست فداییان، در ۳۰ فروردین ۱۳۵۴ حسن ضیاظریفی و ۶ تن از بنیان‌گذاران فداییان، شامل بیژن جزنی، احمد جلیلی افشار، مشعوف کلانتری، عزیز سرمدی، محمد چوپان‌زاده، عباس سورکی و دو نفر از مجاهدین خلق مصطفی جوان خوشدل، کاظم ذوالانوار در حالی که دوران محکومیت خود را می‌گذراندند به دست ساواک کشته می‌شوند. اما ساواک اعلام می‌کند که این افراد در حین فرار از زندان کشته شده‌اند. این موضوع تا زمان انقلاب بهمن و دستگیری و محاکمهٔ شکنجه‌گران ساواک مسکوت می‌ماند.
اعدام این افراد واکنش‌های انتقادی شدیدی هم در داخل و هم در خارج از ایران، علیه رژیم پهلوی برانگیخت.